# Louis IV. Henri de Bourbon, prince de Condé
Louis IV. Henri de Bourbon, 7. prince de Condé, oder nach anderer Zählung Louis Henri I. (* 18. August 1692 in Versailles; † 27. Januar 1740 in Chantilly), Herzog von Bourbon, Herzog von Enghien, 3. Herzog von Guise, mehrfacher Pair von Frankreich, Herzog von Bellegarde, Ritter vom Heiligen Geist und vom Goldenen Vlies, 1710 Großmeister von Frankreich und Gouverneur des Herzogtums Burgund, französischer Hochadliger und Prinz von Geblüt.

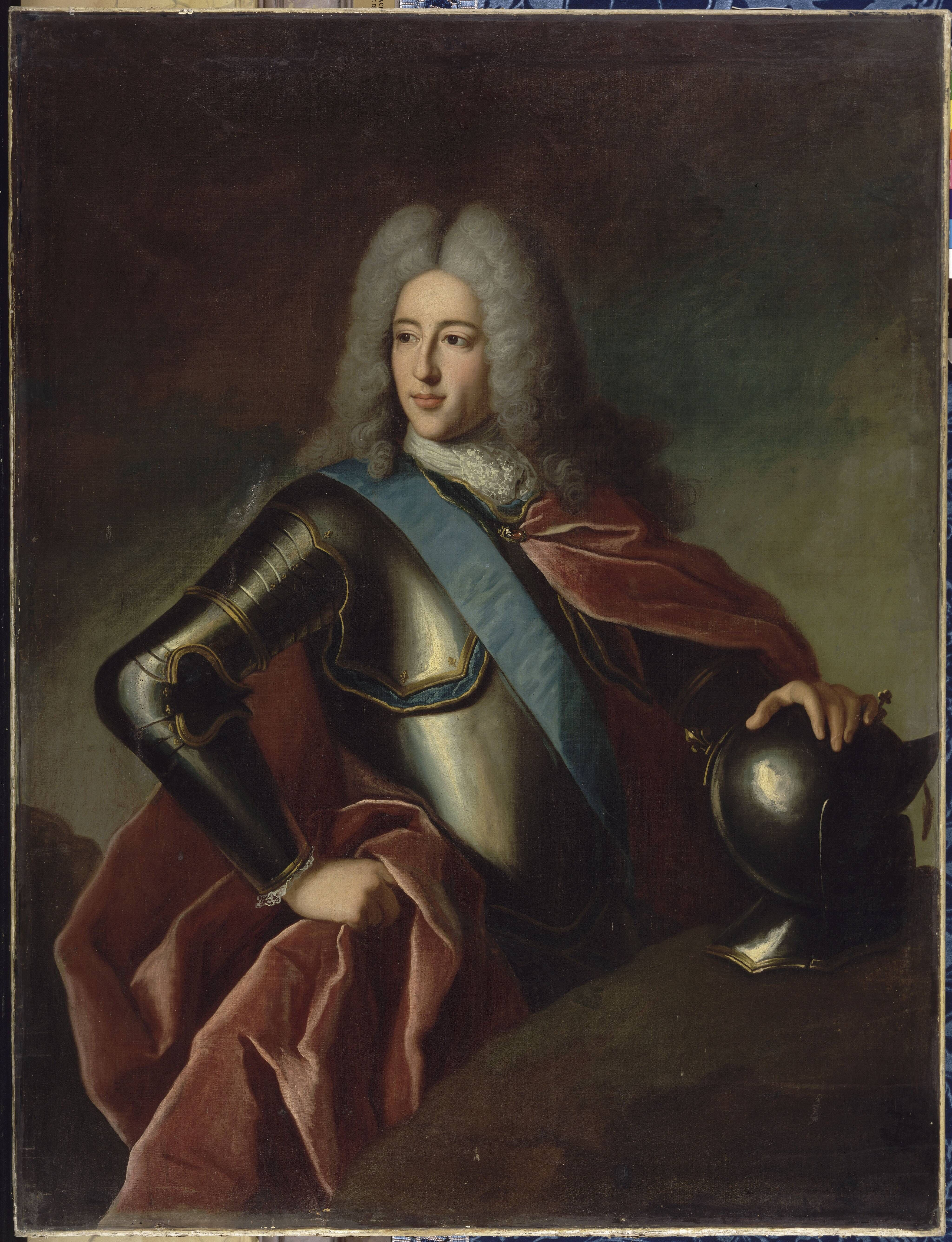
Louis Henri de Bourbon-Condé, Monsieur le Duc

Louis Henri wurde nach Ludwigs XIV. Tod während der Minderjährigkeit Ludwigs XV. Präsident des Regentschaftsrats Philippes II. von Orléans, 1716 Mitglied im Conseil de la Guerre, 1718 Lieutenant-général und erhielt die Oberaufsicht über die Erziehung des jungen Königs. 1721 wurde er Colonel général der Infanterie. Nach dem Tod des Philippes von Orléans am 2. Dezember 1723 wurde er Premierminister, doch bei seiner Unfähigkeit und Trägheit 1726 durch André-Hercule de Fleury verdrängt, gegen den er ohne Erfolg konspirierte. Er war außerdem Großmeister aller Bergwerke und Minen.

## Leben
Louis Henri war der älteste Sohn Louis’ III. de Condé, und der Louise Françoise de Bourbon, einer legitimierten Tochter Ludwigs XIV. mit Françoise de Montespan.
Louis Henri hieß zu Lebzeiten seines Vaters Herzog von Enghien und folgte nach dessen Tod 1710 als 7. Fürst von Condé (Monsieur le Prince), hat aber wie dieser den Titel nie geführt, sondern war als Herzog von Bourbon (Monsieur le Duc) bekannt. Er wurde am 1. Januar 1709 mit dem Orden vom heiligen Geist bekleidet und nahm am 19. März als Pair von Frankreich seinen Platz im Parlement de Paris (cour des pairs) ein. Nach dem Tode seines Vaters am 4. März 1710 übernahm er dessen Ämter und leistete am 24. März seinen Treueid als Großhofmeister des königlichen Hauses (Grand Mâitre de France) und Gouverneur von Burgund.
Er nahm an den Feldzügen von 1710 und 1711 teil, an den Belagerungen von Douay, 1712, Landau und Freiburg, 1713, und stand vor Freiburg im Rang eines Maréchal de camp, obwohl er 1712 während einer Jagd durch einen unvorsichtigen Schuss des Herzogs von Berry das Licht eines Auges verloren hatte.
Das Testament Ludwigs XIV. hatte ihn zum Mitglied des Regentschaftsrates (conseil de régence) bestimmt, allerdings sollte er seinen Sitz erst nach erreichtem 24. Lebensjahr einnehmen. Diese Einschränkung wurde aber durch das Parlement aufgehoben und ihm trotz seiner Jugend sogar der Vorsitz übertragen.
1716 übernahm er auch den Vorsitz im Kriegsrat, nachdem der Marschall Villars, der diese Stelle innegehabt hatte, zu seinen Gunsten zurückgetreten war. Am 8. März 1718 wurde er Lieutenant-général und erhielt im lit de justice im Juni desselben Jahres die Oberaufsicht über die Erziehung des jungen Königs, die bis dahin der Herzog von Maine gehabt hatte. Im selben Jahr kaufte er die Grafschaft Clermont-en-Beauvoisis und erbte 1723 von seiner verwitweten Großmutter, der Pfalzgräfin Anna Henriette von Pfalz-Simmern die Hälfte des Herzogtums Guise. Die andere Hälfte kaufte er 1727 von seiner Großtante, der verwitweten Herzogin von Braunschweig-Lüneburg, Benedikta Henriette von Pfalz-Simmern, die die eine Hälfte des Kaufpreises bar erhielt und die andere als Leibrente von 10.000 Livres pro Jahr bis zu ihrem Tod im August 1730.
Als am 2. Dezember 1723 der Phillipe von Orléans starb, erbat sich der Prinz vom König das Amt des Premierministers, um das ihn früher der im August verstorbene Kardinal Dubois gebracht hatte, und erhielt es noch am gleichen Tage.
Am 11. Juni 1726 erhielt der Prinz ein Lettre de cachet, das ihn nach Chantilly verwies, während der Bischof Fleury die Geschäfte als Erster Minister übernahm. Im Jahr 1727 teilte der Prinz mit seinen Brüdern. Louis, Graf von Clermont, fand er mit Geld ab, Charles, Graf von Charolais, überließ er das Herzogtum Bourbonnais, das er aber 1730 wieder einlöste. Im selben Jahr wurde der Prinz, der den Hof seit 1727 wieder besuchen durfte, erneut wegen Intrigen gegen den nunmehrigen Kardinal Fleury nach Chantilly exiliert, wurde aber bald wieder zurückgerufen.
Er starb am 27. Januar 1740 auf seinem Schloss Chantilly. In seinem Testament hatte er seiner natürlichen Tochter, Anne-Henriette de Verneuil, 500.000 und den Armen 100.000 Livres vermacht. Er wurde in Montmorency in der Kirche der Oratorianer beigesetzt.
Sein Jahreseinkommen hatte 3.000.000 Livres betragen, die auf seinem Pariser Stadthaus haftende Leibrente von 700.000 Livres nicht mitgerechnet.

## Ehe und Nachkommen

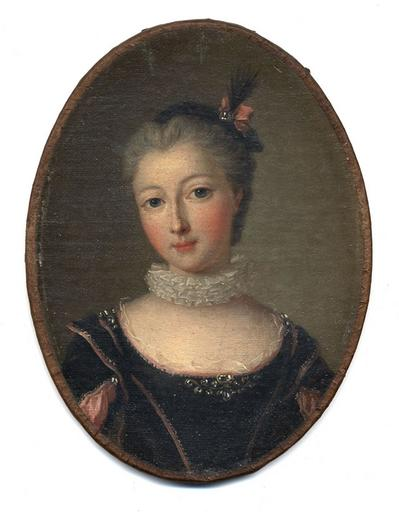
Caroline, geb. Prinzessin von Hessen-Rheinfels-Rotenburg

Louis Henri heiratete am 9. Juli 1713 in Versailles Marie Anne de Bourbon (1689–1720), eine Tochter des Großen Conti, François-Louis de Bourbon, prince de Conti. Nach deren frühem Tod war er halb entschlossen, die Tochter des Königs von Polen, Maria Leszczyńska, zu heiraten, konnte sich aber nicht von seiner Mätresse, der Marquise de Prie, trennen, so dass Maria Leszczyńska schließlich 1725 Ludwig XV. heiratete und Königin von Frankreich wurde. 
Am 22. Juli 1728 heiratete Louis Henri die vierzehnjährige Caroline Charlotte von Hessen-Rheinfels-Rotenburg (1714–1741), eine Tochter des Landgrafen Ernst Leopold von Hessen-Rheinfels. Aus dieser letzten Verbindung stammt sein einziges legitimes Kind, Louis V. Joseph de Bourbon, prince de Condé. Aufgrund des Altersunterschiedes in der Ehe hatte Caroline noch einen heimlichen Geliebten, den Grafen Jean-Baptiste-François-Joseph de Sade.
Seine natürliche Tochter mit Armande Félice de La Porte Mazarin (1691–1729), Anne-Henriette de Bourbon, mademoiselle de Verneuil (* Paris 23. April 1725; † Beaumont-les-Tours 11. September 1780), wurde 1734 legitimiert und war seit dem 17. November 1740 mit dem Generalleutnant Jean de La Guiche (1719–1770), verheiratet.